# La Franche
La Franche est une brasserie produisant une marque de bière artisanale dans le Jura en Franche-Comté, fondée en 2005 à la Ferté dans une grange par deux brasseurs. La brasserie passe du statut d'association à celui de SARL entre 2007 et 2008.
La brasserie gagne une médaille d'or aux championnats Mbière Europe en 2011 (cette année-là, 12 médailles d'or et une médaille de platine sont décernées) pour la Franche profonde.

## Bières
La Franche produit plusieurs sortes de bières aux noms inspirés par des jeux de mots. Les bières ne sont pas forcément suivies d'une année sur l'autre.
- La Franche profonde
- La Franche d'en bas - Blonde
- La Franche de vie - Ambrée (rousse)
- La Franche ipane - Brune
- La Franche galle - Blanche
- La Franche ie - Créations

Quatre d'entre elles sont référencées dans le Guide Hachette des bières, dont une "coup de cœur".